# Civilization (jeu de société, 2002)
 (août 2022).
Si vous disposez d'ouvrages ou d'articles de référence ou si vous connaissez des sites web de qualité traitant du thème abordé ici, merci de compléter l'article en donnant les références utiles à sa vérifiabilité et en les liant à la section « Notes et références ».
Pour les articles homonymes, voir Civilization.
Civilization est un jeu de société conçu par Glenn Drover et édité en 2002 par Eagle Games. Il est adapté du jeu vidéo Civilization III.